# Stilbops ruficornis
Stilbops ruficornis är en stekelart som först beskrevs av Johann Ludwig Christian Gravenhorst 1829.  Stilbops ruficornis ingår i släktet Stilbops och familjen brokparasitsteklar. Enligt den finländska rödlistan är arten akut hotad i Finland. Arten är reproducerande i Sverige. Artens livsmiljö är skogar. Inga underarter finns listade i Catalogue of Life.